# Alexander Wood (médecin)
Pour les articles homonymes, voir Wood et Alexander Wood (homonymie).

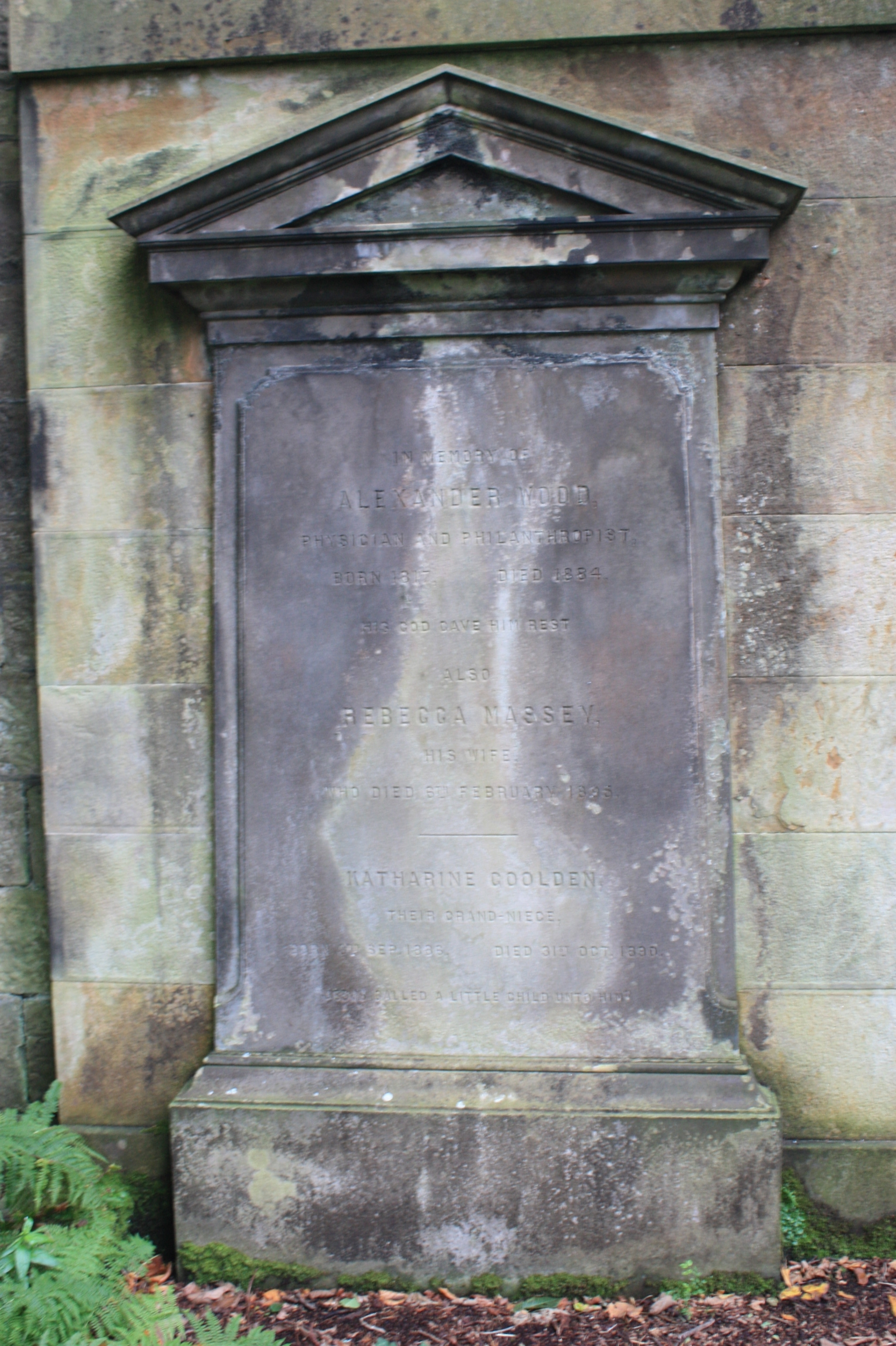
Tombe d'Alexander Wood dans le cimetière Dean.

Alexander Wood, né le 10 décembre 1817 à Cupar dans la région  Fife, et mort le 26 février 1884, est un médecin écossais. Il a inventé la première vraie seringue hypodermique.

## Biographie
Fils du Dr James Wood et de son épouse Mary Wood, Alexander est né le 10 décembre 1817 à Cupar, Fife, et fait ses études à Edinburgh Academy et à l'université d'Édimbourg (MD 1839).
En 1853, il a inventé la première aiguille hypodermique qui a utilisé une vraie seringue et une l'aiguille creuse. Son biographe et beau-frère, le Very Rev Thomas Brown (1811-1893), a écrit que Alexander avait pris le dard de l'abeille comme modèle. Thomas Brown a également écrit: "Initialement cette nouvelle méthode hypodermique a été employée exclusivement pour l'administration de morphine et des préparations d'opium, mais il est important de noter que, dès le départ, le Dr Wood en a fait une application plus large.". En se référant à la préface d'un livre sur "New Method of Treating Neuralgia by Subcutaneous Injection" publié indépendamment en 1855, Thomas Brown relevait qu'Alexander Wood disait, "En toute probabilité, ce qui est vrai en ce qui concerne les stupéfiants pourrait être jugée tout aussi vrai en ce qui concerne les autres catégories de remèdes.'.
Il a été élu Président du Collège Royal des Médecins d'Edimbourg en 1858.
Il y a une histoire qui circule à propos de la femme d'Alexander Wood, Rebecca Massey, selon laquelle elle aurait été la première dépendante connue d'injection par intraveineuse de morphine et qui serait morte d'une surdose fournie par l'invention son mari, cependant, Richard Davenport-Hines affirme que " C'est un mythe: elle lui a survécu, et a survécu jusqu'en 1894.'.
Alexander Wood est inhumé avec sa femme dans le cimetière Dean à Edimbourg. Le tombeau est situé sur une partie délabrée de la terrasse sud dans une section orientée vers l'est. La pierre tombale confirme une date ultérieure pour la mort de sa femme, le 6 février 1895.

## Reconnaissance
The Very Rev Thomas Brown a écrit une biographie sur Alexander Wood intitulé A Sketch of the Life and Work of Alexander wood MD FRCP en 1886.